# Goran Tomcic
Goran Tomcic (1964) is een kunstenaar en schrijver, gevestigd in Berlijn. Zijn uiteenlopende artistieke stijlen en onderwerpen omvatten locatiespecifieke installaties, tijdelijke structuren, tekstkunst en performatieve en participatieve praktijken.
Tomcic werd geboren in Joegoslavië en groeide op op het eiland Hvar en in de Kroatische stad Split. Hij studeerde aan de Universiteit van Zagreb, Kroatië, en aan het Bard College, VS. Hij was van 1991 tot 2009 gevestigd in New York en Miami in de VS voordat hij naar Duitsland verhuisde. In 1996 behaalde hij een MA in Curatorial Studies aan het Centre for Curatorial Studes aan het Bard College, met scripties over het werk van de kunstenaar Marjetica Potrč. Van 1997 tot 1999 was hij directeur van Wolfson Galleries aan het Miami Dade College, en van 1999/2000 was hij curator van hedendaagse kunst aan AMAM, Oberlin College. Hij dacht aan hedendaagse kunst en theorie aan de New World School of Arts, Miami.
Tomcic heeft talloze subsidies en beurzen ontvangen, waaronder de Trust for Mutual Understanding (1994), de Pollock-Krasner Grant (2007), de MacDowell Residency Fellowship (1992, 1996), de Berlijnse Senaatsafdeling voor Cultuur en Europa (2020), en hij was artist-in-residence bij vele kunstenaarsresidenties.

## Werk
De grootschalige installaties, objecten en projecten van Tomcic zijn wereldwijd tentoongesteld in musea, galerijen en alternatieve ruimtes. Zijn werk verschijnt in vele collecties, waaronder:
- Kunstmuseum Wolfsburg (Duitsland)[7]
- KRC Collectie (Nederland)[8]
- CitizenM- hotels[9]
- Haifa Museum of Art (Israël)[10]
- Museum voor Moderne en Hedendaagse Kunst, Rijeka (Kroatië)[11]
- Valamar Riviera-collectie (Kroatië)[12]
- Lapidarium Museum Novigrad (Kroatië)[13]
- Royal Caribbean International (VS)[14]
- Halikon Art Center (Turkije)

### Translation result
Sinds 2015 richt zijn artistieke praktijk zich op het onderzoeken van de mogelijkheden van participatieve kunst. Het onderzoek van Pompom Nets is een doorlopend, interdisciplinair, procesgebaseerd kunstproject en een sociaal experiment. Het project creëert tijdelijke situaties en nieuwe manieren van verbondenheid. Als belangrijkste onderdeel van dit project heeft de kunstenaar samengewerkt met het publiek, waarbij diverse gemeenschappen en verschillende artistieke media betrokken zijn bij het tentoonstellen van ruimtelijke, locatiespecifieke installaties over de hele wereld. Tot nu toe zijn Pompom Nets toegepast in Portugal, Kroatië, Slovenië, Italië, Duitsland, Turkije, Armenië, Verenigde Staten, Ghana, Ethiopië en India.